# لاسلطوية خضراء
لاسلطوية خضراء (أو لاسلطوية بيئية) هي مدرسة فكر لاسلطوية تُركز بصورة خاصة على القضايا البيئية. عادةً ما تأخذ نظرية لاسلطوية خضراء الفكر اللاسلطوي إلى ما وراء نقد التفاعلات البشرية، لتحمل في طياتها نقداً للتفاعلات الحاصلة بين البشر وغير البشر أيضاً. ويتوّج هذا في كثيرٍ من الأحيان بممارسة ثورية لاسلطوية لا تُكرس للتحرر البشري وحسب، بل أيضاً إلى شكل من أشكال التحرر غير الإنساني، وتسعى لإقامة مجتمع لاسلطوي مستدام بيئياً.
كان من أوائل المؤثرين على الفكر اللاسلطوي الأخضر هنري ديفد ثورو وليو تولستوي وإليزيه روكلوه. ظهر مذهب الطبيعيناتية اللاسلطوية خلال أواخر القرن التاسع عشر ليجمع ما بين فلسفتي اللاسلطوية والطبيعيناتية ضمن أوساط اللاسلطوية الفردية في إسبانيا وفرنسا وكوبا والبرتغال. تشمل التيارات الفكرية المعاصرة الهامة على البدائية اللاسلطوية التي تقدم نقداً للتقنية وترى في اللاسلطوية أمثل السبل الهادفة لعيش حياة غير متحضرة، في حين يرى تيار اللاسلطوية النباتية تلازماً لا يمكن فصله ما بين تحرر الإنسان وتحرر الحيوان، أما تيار علم البيئة الاجتماعي فيرى أن هيمنة البشر الهرمية على الطبيعة تنبع من الهيمنة الهرمية للإنسان على أخيه الإنسان.

## أوائل اللاسلطوية البيئيّة

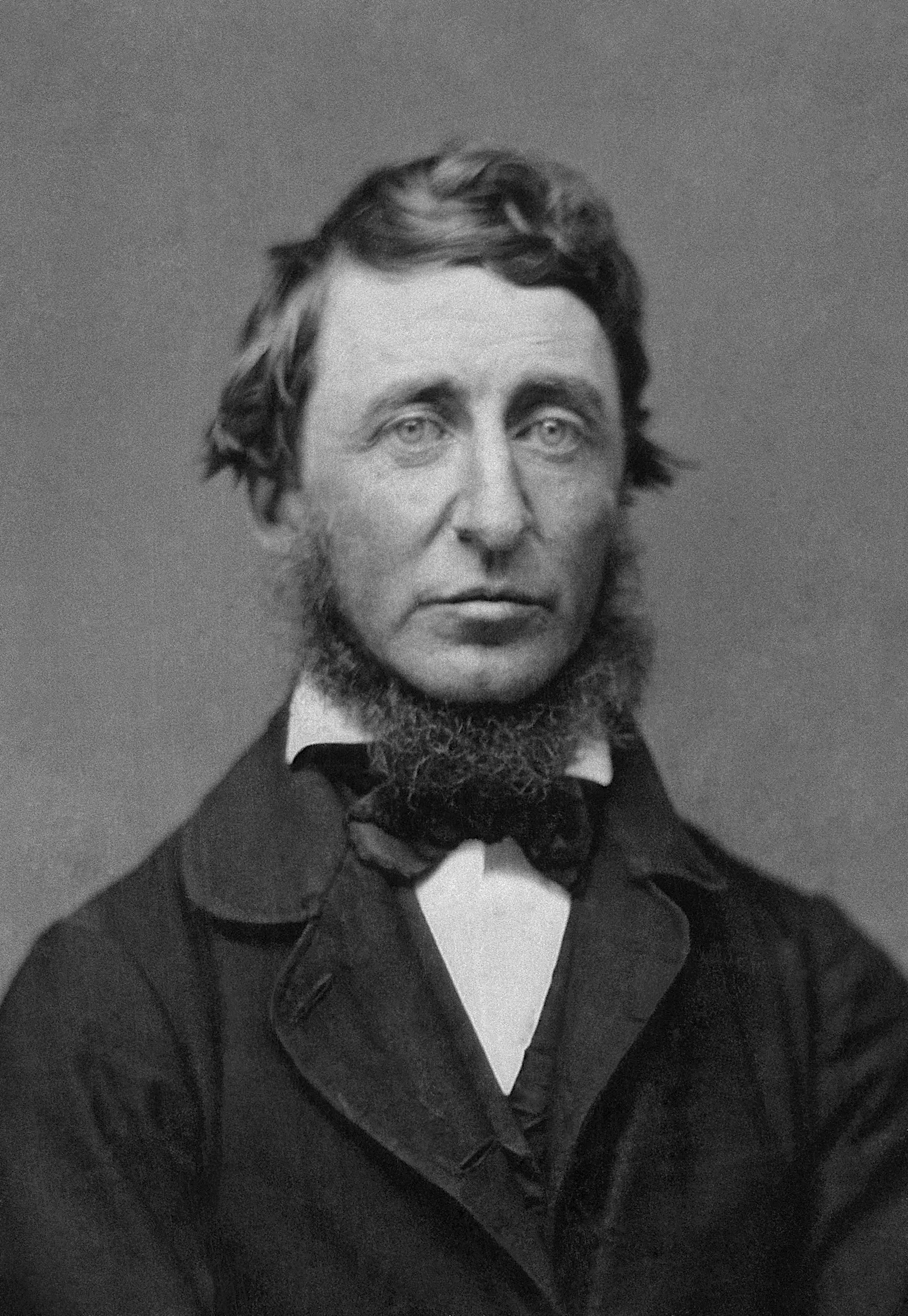
هنري ديفيد ثورو الذي يعدّ من اللاسلطويين البيئيين المؤثرين الأوائل وهو صاحب كتاب «والدن».

بدأت اللاسلطويّة في الحصول على رؤية بيئيّة خاصّة في كتابات اللاسلطوي وأحد أتباع الفلسفة المتعالية الأمريكي هنري ديفيد ثورو، كما دافع في كتابه «والدن» عن العيش البسيط والاكتفاء الذاتي في المحيط الطبيعي كنوع من مقاومة تقدم الحضارة الصناعيّة. العمل هو جزء من إعلان شخصي للاستقلال، وتجربة اجتماعيّة، ورحلة اكتشاف روحاني، ودليل للاعتماد على الذات. نشرت لأوّل مرّة في عام 1854، وفصّلت ما كتبه ثورو على مدار سنتين وشهرين ويومين في كابينة بناها بالقرب من والدن بولد، وسط الغابات التي يمتلكها صديقه ومرشده رالف والدو إمرسون، بالقرب من كونكورد في ولاية ماساتشوستس. تم ضغط الوقت في الكتاب ليصبح سنة تقويميّة واحدة، ويستخدم مقاطع من أربعة فصول كرمز للتنمية البشرية. من خلال غمر نفسه في الطبيعة، كان ثورو يأمل في اكتساب فهمٍ أكثر موضوعيّة للمجتمع من خلال الاستبطان الشخصي. كانت الحياة البسيطة والاكتفاء الذاتي من أهداف ثورو الأخرى، وكان المشروع بأكمله مستوحى من الفلسفة المتعالية، وهو موضوع رئيسي في عصر الرومانسية الأمريكيّة. كما أوضح ثورو في كتابه، فإن كابينته لم تكن في البريّة وإنما على حافة المدينة، على بعد نحو 3.2 كم من منزل عائلته.
على هذا النحو، رأى العديد من الأشخاص في ثورو إحدى أهم بوادر الإيكولوجيا والبطولة العنصريّة المتمثلّة اليوم في جون زيرزان. وبالنسبة لجورج وودكوك، يمكن أن يكون هذا الموقف مدفوعاً أيضاً بفكرة معيّنة عن مقاومة التقدّم ورفض الماديّة المتنامية بطبيعة المجتمع الأمريكي في منتصف القرن التاسع عشر.

## منتصف القرن العشرين
العديد من اللاسلطوية من منتصف القرن العشرين مثل هربرت ريد وإثيل مانين وليوبولد كوهر وبول غودمان، وضّحوا وجهات نظر بيئيّة بيولوجيّة مرتبطة بسلوكهم اللاسلطوي. كما وصف المؤرّخ اللاسلطوي روبرت غراهام كتاب مانين بأنّه «رؤية بيئيّة في معارضة التنظيم الصناعي السائد والمدمّر للمجتمع».

## التطوّرات المعاصرة
ومن بين الكتَّاب المعاصرين البارزين الذين يعتنقون اللاسلطويّة الخضراء: عالمة الأنثروبولوجيا الكندية ليلى عبد الرحيم والناشط والفيلسوف البيئي الأمريكي ديريك جنين والكاتب الفرنسي خايمي سيمبرون وجورج درافان واللاسلطوي الأمريكي جون زرزان والكاتبة والناشطة الأمريكية ستارهوك والأكاديمي البريطاني آلان كارتر.

### مجلة «اللاسلطويّ البيئي»
كانت مجلّة «اللاسلطوي البيئي» (بالإنجليزية: Green Anarchist) في فترة معيّنة هي الصوت الرئيسي في المملكة المتحدة الذي يدعو إلى اللاسلطويّة البيئيّة، وهو اندماج صريح في التفكير الاشتراكي الليبرتاري والإيكولوجي. تأسست المجلّة بعد الاحتجاجات التي حدثت في عام 1984، وتمّ إطلاقها في صيف ذلك العام من خلال مجموعة ليبرتارية تتألف من آلان ألبون وريتشارد هانت وماركوس كريستو. تميّزت القضايا المبكّرة بمجموعة من الأفكار اللاسلطويّة والبيئيّة على نطاق واسع، جمعت بين مجموعات وأفراد متنوعين مثل الحرب الطبقيّة والكتَّاب اللاسلطويين من أمثال الكاتب اللاسلطوي المخضرم كولين وارد وفرقة الأناركوبانك كراس، بالإضافة إلى قافلة السلام والناشطين المناهضين للأسلحة النووية ونشطاء حقوق الحيوان. مع ذلك، فإن التنوّع الذي اعتبره الكثيرون القوّة العظمى للنشر أدّى بسرعة إلى وجود حجج غير قابلة للتسوية بين النهج السلمي الأساسي لبولون وكريستو، والدعوة إلى المواجهة العنيفة مع الدولة التي فضّلها هانت. خلال التسعينيّات، خضع اللاسلطوي البيئي لقيادة مجموعة تحريريّة تضم بول روجرز وستيف بوث وغيرهم؛ وخلال هذه الفترة، أصبح النشر أكثر تماشياً مع البدائيّة، وهي فلسفة مناهضة للحضارة دعا إليها كتّاب مثل جون زرزان وفريدي بيرلمان. وبدءاً من عام 1995، بدأت الشرطة في هامبشاير سلسلة من 56 غارة على الأقل، وأطلق على هذه العمليّة اسم «عمليّة واشنطن»، والتي أدّت في النهاية إلى محاكمة بورتسموث لمحرّري المجلّة بين آب إلى تشرين الثاني في عام 1997.
كمسؤول الصحافة في جبهة تحرير الحيوان (روبن ويل)، روبن ويب، ومحرّر النشرة الإخباريّة لجماعة أندرويد فرونت أندرز جروب (ALFSG) سايمون راسل. تم تنظيم حملة للدفاع عن أولئك السابقين تحت مسمّى (GANDALF). وسجن ثلاثة من رؤساء تحرير اللاسلطويين الآخرين، ونويل مولاند وساكسون وود وبوث بتهمة «المؤامرة من أجل التحريض». ومع ذلك، تمّ إطلاق سراح الثلاثة بعد ذلك بفترة وجيزة بعد الاستئناف.